# Баямон
Баямо̀н (на испански: Bayamón) е град в северната част на Пуерто Рико, вторият по големина в страната с население от 185 996 жители (по данни от преброяването от 2010 г.). Намира се в плодородна долина, където има подходящи условия за отглеждане на тютюн, грейпфрути, зеленчуци, кафе и захар.
Първата хидравлична захарна мелница на острова е построена в Баямон около 1548 г. Захарните мелници са едни от най-важните предприятия в Баямон, а другите са чугунолеярни заводи, тухларници, млекозаводи и нефтената рафинерия. Развито е машиностроенето. Произвеждат се авточасти, прецизни уреди, часовници, консерви, тенекиени кутии, тютюневи изделия, дрехи и ципове. Стоките се транспортират с камион до пристанището в Сан Хуан.
Хуан Рамирес де Арелано основава Баямон като град на 22 май 1772. Името идва от местния индиански вожд Бахамон. Според други обаче то произлиза от думата баямонго на езика тайно. Баямонго е една от реките, които пресичат града.

## Спорт
Представителните футболни отбори на града се казват Пуерто Рико ФК и Баямон ФК.

## Дипломация
- Посолство на  Исландия